# Danilo Marques
Danilo Marques (São Paulo, Brasil, 26 de diciembre de 1985) es un artista marcial mixto brasileño que compite en la división de peso semipesado.

## Primeros años
Empezó a hacer taekwondo por diversión cuando tenía 10 años, y alrededor de los 13 se inició en el boxeo. Comenzó a competir a nivel amateur, y se convirtió en su actividad principal durante muchos años. Más tarde, alrededor de los 18 años, comenzó con el jiu-jitsu brasileño, debido a su deseo de convertirse en un luchador más completo, y a través de mi entrenador de boxeo, Ivan "Pitu" de Oliveira (que entrena a Demian Maia, Shogun Rua y otros). comenzó a entrenar algo de MMA hace unos ocho años.

## Carrera en las artes marciales mixtas

### Inicios
Comenzando su carrera profesional en 2014, compiló un récord de 9-2 luchando en la escena regional brasileña, ganando el Campeonato de Peso Medio GCF en este proceso. Su único combate fuera de Brasil tuvo lugar el 14 de abril de 2017 en la LFA 9, donde se enfrentó a Myron Dennis y perdió el combate por decisión dividida.

### Ultimate Fighting Championship
Debutó en la UFC contra Khadis Ibragimov el 27 de septiembre de 2020 en UFC 253. Ganó el combate por decisión unánime.
Se enfrentó a Mike Rodríguez el 6 de febrero de 2021 en UFC Fight Night: Overeem vs. Volkov. Ganó el combate por sumisión en el segundo asalto.
Se esperaba que se enfrentara a Ed Herman el 26 de junio de 2021 en UFC Fight Night: Gane vs. Volkov. Sin embargo, Herman fue retirado de la cartelera por razones no reveladas el 14 de junio y sustituido por Kennedy Nzechukwu. Perdió el combate por TKO en el tercer asalto.
Se esperaba que se enfrentara a Jailton Almeida el 13 de noviembre de 2021 en UFC Fight Night: Holloway vs. Rodríguez. Sin embargo, requirió de una cirugía por lo que el combate fue reprogramado para el 5 de febrero de 2022 en UFC Fight Night: Hermansson vs. Strickland. Perdió el combate por TKO en el primer asalto.
El 23 de febrero de 2022 se anunció que ya no formaba parte de la lista de la UFC.

## Campeonatos y logros

### Artes marciales mixtas
- Gladiator Combat Fight
  - Vacante Campeonato de Peso Medio de GCF (una vez)

## Récord en artes marciales mixtas
| Resultado | Récord | Oponente              | Método                                         | Evento                                     | Fecha                    | Ronda | Tiempo | Localización              | Notas                                                                       |
| --------- | ------ | --------------------- | ---------------------------------------------- | ------------------------------------------ | ------------------------ | ----- | ------ | ------------------------- | --------------------------------------------------------------------------- |
| Victoria  | 12-4   | Brock McKinney        | Sumisión (estrangulamiento por triángulo)      | Gladiator Challenge: Backyard Brawl        | 26 de febrero de 2022    | 1     | 1:23   | Valley Center, California |                                                                             |
| Derrota   | 11-4   | Jailton Almeida       | TKO (puñetazos)                                | UFC Fight Night: Hermansson vs. Strickland | 5 de febrero de 2022     | 1     | 2:57   | Las Vegas, Nevada         |                                                                             |
| Derrota   | 11-3   | Kennedy Nzechukwu     | TKO (puñetazos)                                | UFC Fight Night: Gane vs. Volkov           | 26 de junio de 2021      | 3     | 0:20   | Las Vegas, Nevada         |                                                                             |
| Victoria  | 11-2   | Mike Rodríguez        | Sumisión técnica (estrangulamiento por detrás) | UFC Fight Night: Overeem vs. Volkov        | 6 de febrero de 2021     | 2     | 4:52   | Las Vegas, Nevada         |                                                                             |
| Victoria  | 10-2   | Khadis Ibragimov      | Decisión (unánime)                             | UFC 253                                    | 27 de septiembre de 2020 | 3     | 5:00   | Abu Dhabi                 | Regreso al peso semipesado.                                                 |
| Victoria  | 9-2    | Cleiton Caetano       | Decisión (unánime)                             | Gladiator Combat Fight 33                  | 18 de febrero de 2018    | 3     | 5:00   | Curitiba                  | Debut en el peso medio. Ganó el vacante Campeonato de Peso Medio de la GCF. |
| Victoria  | 8-2    | Marck Polimeno        | Sumisión (barra de brazo)                      | Gladiator Combat Fight 31                  | 6 de julio de 2017,      | 1     | N/A    | Curitiba                  | Combate de peso acordado (220 libras).                                      |
| Derrota   | 7-2    | Myron Dennis          | Decisión (dividida)                            | LFA 9                                      | 14 de abril de 2017      | 3     | 5:00   | Shawnee, Oklahoma         |                                                                             |
| Victoria  | 7-1    | Junior Lourenço       | Sumisión (estrangulamiento por detrás)         | Curitiba Top Fight 10                      | 24 de febrero de 2017    | 2     | 4:42   | Curitiba                  |                                                                             |
| Derrota   | 6-1    | Márcio Teles          | KO (puñetazo)                                  | Thunder Fight 8                            | 5 de agosto de 2016      | 1     | 1:44   | São Paulo                 |                                                                             |
| Victoria  | 6-0    | Alisson Jorge         | TKO (patada al cuerpo y puñetazos)             | Shogun Team: Fight Day 1                   | 24 de octubre de 2015    | 1     | 1:43   | Curitiba                  |                                                                             |
| Victoria  | 5-0    | Marco Antonio Camargo | TKO (puñetazos)                                | Predador FC 29                             | 12 de septiembre de 2015 | 1     | 4:25   | São José do Rio Preto     |                                                                             |
| Victoria  | 4-0    | Willian Elias Soares  | TKO (sumisión a puñetazos)                     | Predador FC 28                             | 14 de marzo de 2014      | 1     | 4:00   | São José do Rio Preto     |                                                                             |
| Victoria  | 3-0    | Glauco Florencio      | Sumisión                                       | Evocke Fight: Gods Of War                  | 13 de diciembre de 2014  | 1     | 1:00   | Osasco                    |                                                                             |
| Victoria  | 2-0    | Alex Junius           | Sumisión (estrangulamiento por detrás)         | Omega Challenger 1                         | 17 de agosto de 2014     | 1     | 1:40   | São Paulo                 |                                                                             |
| Victoria  | 1-0    | Matheus de Oliveira   | TKO (puñetazos)                                | Predador FC 26                             | 29 de marzo de 2014      | 1     | 2:02   | São José do Rio Preto     | Debut en el peso semipesado.                                                |